# Santorini Facula
La Santorini Facula è una struttura geologica della superficie di Titano.